# Bimota HB1
La Bimota HB1 è una motocicletta realizzata dalla casa motociclistica riminese Bimota nei primi anni settanta. Il nome, come da nomenclatura standard della casa, sta ad indicare che questo è cronologicamente il primo modello dotato di propulsore Honda. 
L'HB1 è la prima motocicletta costruita dalla azienda riminese, realizzata nel 1973 dal maestro Massimo Tamburini utilizzando come base la Honda CB 750 Four a cui venne dato un nuovo telaio e diversi nuovi accessori tra i quali codino e serbatoio.
Vennero realizzati il prototipo e commercializzati ulteriori 10 kit di modifica, per un totale di 12 esemplari costruiti.